# Нордштейн, Михаил Соломонович
Нордште́йн, Михаи́л Соломо́нович (род. 24 января 1930, Минская область, БССР — 10 августа 2020, Крефельд, Германия) — советский, белорусский и немецкий журналист, публицист, ранее главный редактор газет «Авив» (издание Союза белорусских еврейских общественных объединений и общин, существующее с 1992 года) и «Авив хадаш» («независимая демократическая газета», выпускалась в Минске в 1995 году).

## Биография
Михаил Нордштейн родился в 1930 году в Белоруссии в семье бухгалтера. В 1934 году семья переехала в Подмосковье. В посёлке Красный Строитель (ныне часть Москвы) прошли детство и юность.
Окончил Московский историко-архивный институт (1952). После окончания института работал научным сотрудником в государственных архивах в Минусинске, затем — в Енисейске.
В 1953 году призван в армию. Окончив Хабаровское артиллерийское училище, служил на Сахалине. На Сахалине прослужил 8 лет, из них 5 лет на командирских должностях, пока не стал военным журналистом. В разное время был командиром огневого взвода, взвода управления, взвода разведки, старшим офицером батареи. Был аттестован на командира батареи, но получить её не успел: в 1960-м в армии началось большое сокращение. В конце того же года его взяли в военную журналистику.
Работал в газете Белорусского военного округа «Во славу Родины» в звании подполковника.
В 1979 году окончил военную карьеру в газете в должности начальника отдела боевой подготовки. В дальнейшем работал преподавателем начальной военной подготовки в школе, лектором, специальным корреспондентом газеты «Знамя юности».
В 1992 году стоял у истоков и стал первым главным редактором газеты «Авив» (издание Союза белорусских еврейских общественных объединений и общин, существующее с 1992 года) и «Авив хадаш» («независимая демократическая газета», выпускалась в Минске в 1995 году).
В 1999 году переехал в Германию. Был постоянным автором русскоязычных изданий Германии, международной интернет-газеты «Мы здесь», сотрудничал с белорусской газетой «Народная воля», в журнале «Знамя».
С 2013 до 2020 года — член Союза белорусских писателей.
Произведения автора публиковались в израильском общественно-политическом журнале IsraGeo.
Михаил Соломонович Нордштейн скончался 10 августа 2020 года.

## Семья и родственники
- Двоюродный брат — Нестеров, Григорий Абрамович[13], белорусский художник и лидер творческого объединения художников «Артель».

## Книги

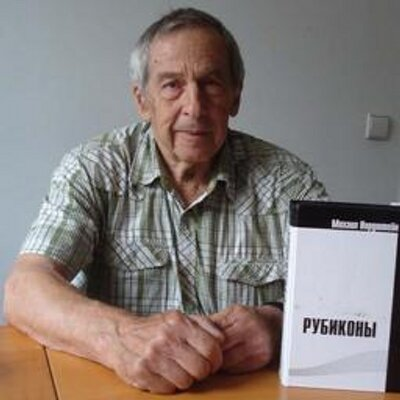
Михаил Соломонович Нордштейн со своей книгой

- «Рубиконы: очерки одной жизни и не только», 2008, ISBN 978-5-91453-013-3[14][15][16]
- «Рубиконы: очерки одной жизни. И не только, том 2», 2008, ISBN 978-5-91453-011-9[17]
- «Близко к сердцу: очерки, публицистика, рецензии, письма», 2019, ISBN 978-5-00150-048-3[18][19][20]
- «Тиран в образе божества. Историческая публицистика.», 2023, ISBN 978-965-7818-33-6[21][22]